# Barry Sonnenfeld
Barry Sonnenfeld je američki filmski producent, redatelj i snimatelj rođen 1. travnja 1953. u New Yorku, gdje je 1978. završio filmsku školu tamošnjeg sveučilišta. 
Tijekom osamdesetih i 1990. radio je kao snimatelj na četrnaest filmova, te se nakon toga nastavio baviti filmom kao producent i redatelj, a u nekoliko filmova koje je režirao pojavljuje se i u cameo ulozi.

## Redateljska filmografija
- 1991. - Obitelj Addams
- 1993. - Obiteljske vrijednosti obitelji Addams
- 1995. - Uhvatite maloga
- 1997. - Ljudi u crnom
- 1999. - Divlji divlji zapad
- 2002. - Ljudi u crnom 2
- 2002. - Totalna zbrka

## Vanjske poveznice
- Barry Sonnenfeld u internetskoj bazi filmova IMDb-u (engl.)